# Orsima
Orsima is een geslacht van spinnen uit de familie springspinnen (Salticidae).

## Soorten
De volgende soorten zijn bij het geslacht ingedeeld:
- Orsima constricta Simon, 1901
- Orsima ichneumon (Simon, 1901)